# Periclimenes consobrinus
Periclimenes consobrinus är en kräftdjursart som först beskrevs av De Man 1902.  Periclimenes consobrinus ingår i släktet Periclimenes och familjen Palaemonidae. Inga underarter finns listade i Catalogue of Life.